# Hradiště (Jizerská tabule)
Hradiště (314 m n. m.), zlidověle nazýván Hradišť, je vrch v okrese Mělník Středočeského kraje. Leží asi 0,6 km jihovýchodně od obce Kadlín na příslušném katastrálním území.

## Popis vrchu
Je to neovulkanické návrší či pahorek tvaru nízké kupy tvořený pronikem čediče (olivinický nefelinit s bazaltickou brekcií) skrz obal vápnito-jílovitých pískovců se sprašovou pokrývkou. Pahorek je pokrytý ornou půdou, jen na samotném vrcholu je převážně akátový lesík ukrývající starý jámový kamenolom a vodojem.

## Rozhledna a historie
Pahorek zdobí rozhledna Hradišť vysoká 19 metrů z roku 2006. Je to dřevěná rozhledna ve tvaru strážní věže na kamenném podstavci. Rozhledna umožňuje kruhový výhled, např. na Bezděz, Vrátenskou horu a Říp.
Na území pahorku byly archeologické nálezy již z mladší doby kamenné, údajně zde bylo i keltské sídliště. Na vrcholu bylo několikrát obnovováno opevněné sídlo, naposledy za vlády Karla IV., kdy se zde nacházelo opevnění proti loupeživým rytířům.

## Geomorfologické zařazení
Vrch náleží do celku Jizerská tabule, podcelku Středojizerská tabule, okrsku Skalská tabule a podokrsku Mšenská tabule.

## Přístup
Automobilem se dá nejblíže dojet na okraj Kadlína k odbočce na vrchol a zbytek dojít pohodlně pěšky.